# Гречи (Валча)
Гречи (рум. Greci) насеље је у Румунији у округу Валча у општини Матешти. Oпштина се налази на надморској висини од 434 m.

## Становништво
Према подацима из 2002. године у насељу је живело 617 становника, од којих су сви румунске националности.